# آلماجق
آلماجق، شهری از توابع بخش مرکزی شهرستان قوچان در استان خراسان رضوی ایران است.
زبان مردم این شهر ترکی خراسانی است.

## جمعیت
این شهر در بخش مرکزی قرار دارد و بر اساس سرشماری سال ۱۳۹۵ جمعیت آن ۱٬۵۸۸ نفر (۴۶۳ خانوار) بوده‌است.